# 健康資訊學-電子健康記錄通訊標準
健康資訊學-電子健康記錄通訊標準（EN13606），欧洲标准，总目标是定義一个严格和稳定的訊息结构，用以交換一个患者的部分或全部的电子健康记录。 这是为了支援系統與組件間的互操作與电子病历交換。
- 保留原来作者意旨的临床含义；
- 反映提交人和病人所期待的数据保密性。